# Мартина Навратилова
Мартина Навратилова (чеш. Martina Navrátilová, енгл. Martina Navratilova; Праг, 18. октобра 1956) је бивша тенисерка. Пореклом из Чехословачке, пребегла је у Сједињене Америчке Државе 1975. године и постала амерички држављанин 1981. 33 године од одласка из Чехословачке, 2008. је затражила и поново добила чешко држављанство.
У својој каријери освојила је 18 гренд слем турнира појединачно и 41 гренд слем турнира у паровима (31 женски парови и 10 мешовити). Вимблдон је освојила рекордних девет пута. Сматра се за једну од најуспешнијих тенисера свих времена. Такође је једна од ретких славних особа која је у јавности признала да је лезбијка, у време када то није било тако често као данас.

## Гренд слемтурнири (појединачно)
- Отворено првенство Аустралије 3: 1981, 1983, 1985.
- Отворено првенство Француске 2: 1982, 1984.
- Вимблдон 9: 1978, 1979, 1982, 1983, 1984, 1985, 1986, 1987, 1990.
- Отворено првенство Америке 4: 1983, 1984, 1986, 1987

## Приватан живот
Године 1981, убрзо након што је постала грађанка Сједињених Америчких Држава, дала је интервју за Њујорк дејли њуз, где је новинару Стиву Голдстајну рекла да је бисексуална и да је била у вези са америчком списатељицом и активисткињом Ритом Мае Броун, али је замолила да не објаве ту вест. Ипак, лист је објавио вест 30. јула 1981. године. Навратилова и њена тадашња девојка кошаркашица Ненси Либерман дале су интервју за Далас морнинг њуз, где је оповргла гласине да  је бисексуална, док се Либерман идентификовала као хетеросексуална. Данас се Навратилова идентификује као лезбијка.
Од 1984. до 1991. Навратилова је била у вези са Џуди Нелсон. 6. септембра 2014. године, Навратилова је запросила своју дугогодишњу девојку Јулију Лемигову, бившу  Мис СССР. на УС опену. Венчале су се у Њујорку 15. децембра 2014. године.

## Дела
Мартина је написала велики број књига о тенису, као и неколико мистерија.

### О Мартини и/или тенису
| Бр. | Наслов | Аутор                            | Издавач              | Датум             | Предмет                           | Жанр           | Дужина                       | ISBN           |
| --- | --- | -------------------------------- | -------------------- | ----------------- | --------------------------------- | -------------- | ---------------------------- | -------------- |
| 1 | Tennis My Way                                                                                                  | Мартина Навратилова1             | Penguin Books        | 4. септембар 1984 | Тенис                             | Sports:Tennis  | 215 pp (Прво издање)         | 978-0140071832 |
| Шампионска тениска звезда представља свеобухватне инструкције из тениса за жене и нуди практичне савете о тренингу, кондицији, исхрани, тениским вештинама, стратегијама игре, опреми и спортском понашању.                                                                                   | |                                  |                      |                   |                                   |                |                              |                |
| 2 | Martina | Мартина Навратилова, Џорџ Вексеј | Knopf                | 12. мај 1985      | Мартина Навратилова               | Аутобиографија | 287 pp (Ревидирано издање)   | 978-0394536408 |
| Осликава лични живот Мартине Навратилове и описује њену борбу да постигне успех као тенисерка. | |                                  |                      |                   |                                   |                |                              |                |
| 3 | Martina | Мартина Навратилова, Џорџ Вексеј | Fawcett Publications | 12. мај 1986      | Мартина Навратилова               | Аутобиографија | 336 pp (Ревидирано издање)   | 978-0449209820 |
| Рођена и одрасла у Чехословачкој, Мартина Навратилова је са десет година знала да жели да буде шампион Вимблдона – и држављанка САД. Она би остварила своје циљеве и још много тога – али не пре него што се њен невероватан живот одвија на начин на који се ни она није усудила да замисли. | |                                  |                      |                   |                                   |                |                              |                |
| 3 | Martina Navratilova: Being Myself                                                                              | Мартина Навратилова, Џорџ Вексеј | HarperCollins        | 26. јун 1986      | Мартина Навратилова               | Аутобиографија | 336 pp (Ново уређено издање) | 978-0586069226 |
| Рођена и одрасла у Чехословачкој, Мартина Навратилова је са десет година знала да жели да буде шампион Вимблдона – и држављанка САД. Она би остварила своје циљеве и још много тога – али не пре него што се њен невероватан живот одвија на начин на који се ни она није усудила да замисли. | |                                  |                      |                   |                                   |                |                              |                |
| 3 | Shape Your Self: My 6-Step Diet and Fitness Plan to Achieve the Best Shape of Your Life                        | Мартина Навратилова              | Rodale Books         | 21. март 2006     | Мартина Навратилова               | Самопомоћ      | 256 pp (1. издање)           | 978-1594862823 |
| У фантастичној форми док се приближава прекретници од 50 година, тенисерка Мартина Навратилова открива своју формулу корак по корак, која пркоси годинама. | |                                  |                      |                   |                                   |                |                              |                |
| 4 | Crisis : 40 Stories Revealing the Personal, Social, and Religious Pain and Trauma of Growing up Gay in America | Мартина Навратилова              | Greenleaf Book Group | септембар 2008    | Минди Дракер, Мартина Навратилова | Самопомоћ      | 370 pp (1. издање)           | 978-1929774104 |
| Амерички тинејџери се тренутно суочавају са кризом менталног здравља - и то је она која се може решити. Стотине хиљада геј тинејџера суочавају се са трауматичном депресијом, страхом, одбацивањем, прогоном и изолацијом – обично сами.                                                      | |                                  |                      |                   |                                   |                |                              |                |

 са Мари Карило као фотографом.

### Џордан Мајлс Мистерије
| Бр. | Наслов           | Аутор                           | Издавач          | Датум           | Предмет                | Жанр               | Дужина                  | ISBN           |
| --- | ---------------- | ------------------------------- | ---------------- | --------------- | ---------------------- | ------------------ | ----------------------- | -------------- |
| 1 | The Total Zone   | Мартина Навратилова и Лиз Никлс | Villard Books    | 16. август 1994 | Џордан Мајлс мистерија | Мистерија:Детектив | 302 pp (1. издање)      | 978-0679433903 |
| Тамна страна професионалног тениса се открива када Џордан Мајлс узима тинејџерку тениску звезду Одри Армат као клијента у њеној ексклузивној установи за спортску рехабилитацију, да би Одри прво нестала, а затим се појавила мртва. |                  |                                 |                  |                 |                        |                    |                         |                |
| 2 | Breaking Point   | Мартина Навратилова и Лиз Никлс | Ballantine Books | 28. мај 1997    | Џордан Мајлс мистерија | Мистерија:Детектив | 326 pp (Репринт издање) | 978-0345388681 |
| Асистентка тениског промотера пада мртва на свечаном пријему у Паризу. Џордан Мајлс, тенисерка која је постала спортски терапеут, уверена је да то није било случајно. Док тражи трагове, она се сукобљава са својом старом ривалком Кели Кендал, одметнутим агентом Џимијем Бенетом и лезбијском спортском сензацијом Дагмар Олафсон. Али када неко покуша да отера Џордана са пута, она зна да је на нечем више од злокобног — док се суочава са противником убицом у игри изненадне смрти |                  |                                 |                  |                 |                        |                    |                         |                |
| 3 | Killer Instinct1 | Мартина Навратилова             | Villard Books    | 19. август 1997 | Џордан Мајлс мистерија | Мистерија:Детектив | 290 pp (1. издање)      | 978-0679433927 |
| У Десерт Спрингс спортској научној клиници лоше ствари се дешавају добрим људима. Џасмин Ли, миљеница тениског круга, добија мистериозне претње. Њен вереник, бивша NFL звезда који је био потпуно усредсређен на тениски гренд слем, доживео је трагичну несрећу. Шампион који је постао спортски терапеут Џордан Мајлс застрашујуће се суочава са смрћу. |                  |                                 |                  |                 |                        |                    |                         |                |

са штампом на немачком, руском, француском и шпанском.